# Championnat de Jordanie de football 2014-2015
Navigation
Saison précédente Saison suivante
La saison 2014-2015 du Championnat de Jordanie de football est la soixante-sixième édition du championnat de première division en Jordanie. La compétition est disputée sous forme de poule unique où les douze meilleurs clubs du pays s'affrontent deux fois au cours de la saison, à domicile et à l'extérieur. En fin de saison, les deux derniers du classement sont relégués et remplacés par les deux meilleurs clubs de deuxième division.
C'est le tenant du titre, Al-Weehdat Club, qui est à nouveau sacré cette saison après avoir terminé en tête du classement final, avec sept points d'avance sur Al-Jazira Amman et douze sur Al Ramtha Sports Club. Il s'agit du quatorzième titre de champion de Jordanie de l'histoire du club.

## Les clubs participants
- Al-Weehdat Club
- Al-Faisaly Club
- Al-Jazira Amman
- That Ras
- Al Buqa'a
- Al Hussein Irbid
- Al Ramtha Sports Club
- Al-Sareeh SC
- Shabab Al-Ordon Club
- Mansheyat Bani Hasan
- Ittihad Al Ramtha – Promu en Ligue 1
- Al-Ahli Amman – Promu en Ligue 1

## Compétition
Le barème utilisé pour établir le classement est le suivant :
- Victoire : 3 points
- Match nul : 1 point
- Défaite : 0 point

### Classement
| Rang | Équipe                | Pts | J  | G  | N | P  | Bp | Bc | Diff |
| ---- | --------------------- | --- | -- | -- | - | -- | -- | -- | ---- |
| 1    | Al-Weehdat ClubT      | 48  | 22 | 14 | 6 | 2  | 39 | 10 | +29  |
| 2    | Al-Jazira Amman       | 41  | 22 | 11 | 8 | 3  | 25 | 15 | +10  |
| 3    | Al Ramtha Sports Club | 36  | 22 | 10 | 6 | 6  | 26 | 21 | +5   |
| 4    | That Ras              | 33  | 22 | 8  | 9 | 5  | 24 | 16 | +8   |
| 5    | Al-Ahli AmmanP        | 30  | 22 | 8  | 6 | 8  | 19 | 20 | -1   |
| 6    | Al-Sareeh SC          | 28  | 22 | 8  | 4 | 10 | 21 | 24 | -3   |
| 7    | Al-Faisaly ClubC      | 27  | 22 | 6  | 9 | 7  | 14 | 17 | -3   |
| 8    | Al Buqa'a             | 27  | 22 | 6  | 9 | 7  | 18 | 24 | -6   |
| 9    | Al Hussein Irbid      | 26  | 22 | 6  | 8 | 8  | 16 | 23 | -7   |
| 10   | Shabab Al-Ordon Club  | 26  | 22 | 6  | 8 | 8  | 16 | 23 | -7   |
| 11   | Mansheyat Bani Hasan  | 25  | 22 | 6  | 7 | 9  | 20 | 25 | -5   |
| 12   | Ittihad Al RamthaP    | 6   | 22 | 0  | 6 | 16 | 16 | 37 | -21  |

|  | Qualification pour le tour préliminaire de la Ligue des champions de l'AFC 2016          |
|  | Qualification pour la Coupe de l'AFC 2016                                                |
|  | Relégation directe en deuxième division                                                  |
|  | T : Tenant du titre C : Vainqueur de la Coupe de Jordanie P : Promu de deuxième division |

### Matchs
| Résultats (▼dom., ►ext.) | AAH | AFC | AJA | ALB | ARS | ASS | AWC | IAR | MBH | SAH | SAO | THR |
| Al-Ahli Amman            |     | 0-1 | 0-0 | 0-0 | 4-2 | 0-1 | 1-0 | 2-2 | 0-1 | 1-0 | 0-0 | 1-1 |
| Al-Faisaly Club          | 0-1 |     | 1-0 | 0-0 | 0-0 | 3-2 | 0-3 | 1-0 | 0-0 | 2-0 | 4-2 | 2-2 |
| Al-Jazira Amman          | 2-1 | 0-0 |     | 2-0 | 0-2 | 1-2 | 2-2 | 0-0 | 2-1 | 2-1 | 1-1 | 2-1 |
| Al Buqa'a                | 1-0 | 0-0 | 0-0 |     | 1-0 | 1-4 | 0-1 | 2-1 | 0-1 | 1-0 | 3-0 | 1-1 |
| Al Ramtha Sports Club    | 1-2 | 1-0 | 0-2 | 4-2 |     | 1-0 | 1-1 | 2-0 | 0-0 | 0-3 | 2-2 | 1-0 |
| Al-Sareeh SC             | 0-0 | 2-1 | 0-1 | 0-0 | 0-2 |     | 0-2 | 1-0 | 1-2 | 1-2 | 2-0 | 1-1 |
| Al-Weehdat Club          | 3-0 | 2-0 | 0-0 | 3-0 | 3-0 | 2-0 |     | 0-0 | 0-1 | 0-0 | 1-0 | 1-1 |
| Ittihad Al Ramtha        | 1-4 | 1-0 | 0-2 | 1-2 | 0-1 | 0-1 | 3-4 |     | 0-2 | 0-2 | 1-2 | 0-1 |
| Mansheyat Bani Hasan     | 0-1 | 0-1 | 0-1 | 0-0 | 1-1 | 1-2 | 1-3 | 1-1 |     | 1-1 | 1-2 | 0-2 |
| Al Hussein Irbid         | 2-0 | 1-1 | 1-1 | 1-1 | 1-3 | 1-1 | 0-3 | 1-1 | 2-1 |     | 0-1 | 1-1 |
| Shabab Al-Ordon Club     | 0-1 | 1-0 | 1-2 | 0-0 | 1-1 | 2-0 | 0-4 | 2-1 | 0-0 | 1-2 |     | 0-1 |
| That Ras                 | 0-0 | 1-0 | 0-1 | 1-1 | 2-1 | 1-0 | 0-1 | 1-0 | 6-1 | 0-0 | 0-0 |     |

## Buts marqués par journée
Ce graphique représente le nombre de buts marqués lors de chaque journée.
261 buts marqués en 22 journées, soit 11.86 buts / journées

## Bilan de la saison
| Championnat de Jordanie de football 2014-2015         |                             |
| Champion                                              | Al-Weehdat Club (14e titre) |
| Coupes et trophées                                    |                             |
| Vainqueur de la Coupe de Jordanie 2014-2015           | Al-Faisaly Club             |
| Qualifications continentales                          |                             |
| Ligue des champions de l'AFC 2016 (tour préliminaire) | Al-Weehdat Club             |
| Coupe de l'AFC 2016                                   | Al-Faisaly Club             |
| Promotions et relégations                             |                             |
| Promus en première division                           | Kufarsoum SC                |
| Promus en première division                           | Al Asalah                   |
| Relégués en deuxième division                         | Mansheyat Bani Hasan        |
| Relégués en deuxième division                         | Ittihad Al Ramtha           |